# Чатом (Алабама)
Чатом (енгл. Chatom) град је у америчкој савезној држави Алабама. По попису становништва из 2010. у њему је живело 1.288 становника.

## Демографија
Према попису становништва из 2010. у граду је живело 1.288 становника, што је 95 (8,0%) становника више него 2000. године.
| Група             | 2000.       | 2010.       |
| Белци             | 799 (67,0%) | 876 (68,0%) |
| Афроамериканци    | 383 (32,1%) | 401 (31,1%) |
| Азијати           | 0 (0,0%)    | 0 (0,0%)    |
| Хиспаноамериканци | 6 (0,5%)    | 8 (0,6%)    |
| Укупно            | 1.193       | 1.288       |